# Hotel Orsingher
L'hotel Orsingher risale alla fine del 1400 - inizi del 1500 come testimonia l'iscrizione dello stesso registro degli estimi di Fiera di Primiero del 1554 dove si può leggere:
Heredes quondam domini Mathei Houber possident unam domum olim due domus Anzel Gobber et Victorius Turch, cum stubis, coquina, cameris, canipis, apothecis, furno, stalla, tablato. Cui a mane Sebastianus Poder, a sero magister Erasmus Grapinel cerdo, a meridiae et a monte vie communes: cum doubis hortis super giaram infra suos confines. Detractis affictibus castri T1000 (in lingua italiana: «Gli eredi del fu Signor Matteo Huober possiedono una casa, un tempo le due case di Angelo Gobber e Vittorio Turch, con stube, cucina, camere, cantine, negozi, forno, stalla e fienile. A mattino confina con Sebastiano, a sera con il maestro calzolaio Erasmo Grapinel, a mezzogiorno e a monte con la via pubblica. Ha due orti sopra Ghiaia entro i suoi confini. Detratti gli oneri da versale al castello, Talleri 1000»).

## Storia
Fiera era un borgo artigianale e commerciale che sotto il dominio del conte Welsperg, che aveva infeudato il Primiero a partire dal 1401 e dato inizio allo sfruttamento delle miniere da parte dei canopi, si stava espandendo ed arricchendo; il centro poteva contare su settanta botteghe, le stalle erano presenti solo nella metà degli edifici e servivano per lo più ad ospitare pochi animali da soma per la coltivazione dei campi i cui prodotti venivano consumati dalle singole famiglie. Gli abitanti erano esclusivamente commercianti, signorotti, artigiani.
Una testimonianza tratta da un documento del 1910 citato nel testo Così senza Pretese dello storico Brunet Luciano, non includeva il palazzo dell'hotel Garni Orsingher, tra i più vecchi della Valle (1200-1400), ma lo fa risalire ad alcuni secoli prima della stesura dello scritto, confermando apparentemente una datazione che oscilla tra il XV ed il XVI secolo.
Il valore dell'edificio, quantificato in 1000 Tron, mette comunque in evidenza come questo palazzo fosse nel 1554 tra i più rappresentativi del paese se si considera che una casa valeva mediamente 250 Tron, al massimo 400.

### Il palazzo nel periodo antecedente al 1554
Il palazzo era anticamente costituito da due case indipendenti. Nel XV - XVI secolo erano alquanto diffusi gli edifici in linea con corridoio centrale, ma allo stesso tempo si trovano molte abitazioni di ridotte dimensioni separate da un vicolo o da un portico centrale coperto; è anche possibile che l'edificio avesse un impianto strutturale analogo all'attuale e che al piano terra, dove erano ubicati i negozi, il corridoio centrale costituisse un atrio comune, e che ai piani primo e secondo fossero posizionati gli appartamenti dei commercianti.

### L'edificio tra il 1554 e il 1752
Gli eredi di Matteo Huober ereditarono un edificio molto simile a quello attuale, con più di una stube, alcune camere, delle cantine, dei negozi, un forno, la stalla e il fienile. 
Va ricordato che esisteva solo una cucina e che quindi l'edificio era unifamiliare.
Sappiamo che gli edifici annessi erano residenziali di modeste dimensioni che, come testimonia una nota integrativa agli scritti del 1554, erano stati acquistati, come l'Orsingher, dalla famiglia Popi, un rappresentante della quale era stato capitano e vicario del Conte Welsperg nel 1630.

### L'edificio tra il 1752 e il 1886
Il secondo censimento del patrimonio edilizio di Fiera di Primiero è stato svolto nel periodo antecedente al 1752, anno in cui sono pubblicate le tavole dell'estimo che aggiornano quelle del 1554.
Nell'arco di tempo trascorso fra le due pubblicazioni l'edificio non ha subito grosse variazioni se si considera che:
«Il nobile signore Carlantonio Poppi e sua signora sorella Margherita possiedono una casa di murro e legname, cioè due stuffe, due cucine, una dispensa, una sala grande, in alto quattro camere e suffitta; a basso tre mezzadi, una caneva fonda, una camera scurra con una stalletta, corti ed orti in tutto de passi numero 450 [un passo corrisponde a 3,367 m², quindi il terreno era circa 1500 m² n.di r.], in quarta classe situata nella contrada di sotto, cui a mattina et a mezzogiorno confina il fiume Cismon, a serra parte magistro Carlo Vallassine, a parte andronna (portico), e a settentrione la contrada».
Il palazzetto è rimasto in proprietà alla famiglia Popi e gode di una corte di circa 1500 metri quadrati.
Castelrotto ci dice infatti che Fiera era anticamente più grande e che la furia del fiume Cismon aveva abbattuto alcune delle case prossime alla riva lasciando ampi spazi vuoti. Agl'inizi del 1600, in concomitanza con la presenza del capitano e del vicario dei Welsperg, nel palazzo vengono inseriti l'architrave della porta di accesso, con la scritta ancora oggi visibile Vivit post funera virtus (La virtù sopravvive alla morte) e la bifora del piano primo datata 1561.
Il Battisti ci dice che questi elementi decoravano il castello o la casa del vecchio capitano dei Welsperg.

### Il palazzo dal 1886 ad oggi
L'albergo Orsingher è stato inaugurato nel 1906. Alcune immagini degli inizi del 1900 ce lo presentano con un piano in più, con i nuovi serramenti e con la copertura ancora priva dei molti abbaini che sarebbero stati introdotti da lì a pochi anni.